# Soutelo (Chaves)
Soutelo ist ein Ort und eine ehemalige Gemeinde (Freguesia) im portugiesischen Kreis Chaves. Die Gemeinde hatte 351 Einwohner (Stand 30. Juni 2011).
Am 29. September 2013 wurden die Gemeinden Soutelo und Seara Velha zur neuen Gemeinde União das Freguesias de Soutelo e Seara Velha zusammengeschlossen. Soutelo ist Sitz dieser neu gebildeten Gemeinde.